# بروس اكيرز
بروس اكيرز (بالإنجليزية: Bruce Akers)‏ هو مصارع رياضي أسترالي، ولد في 28 فبراير 1953.

## وصلات خارجية
- بروس اكيرز على موقع اللجنة الأولمبية الدولية (الإنجليزية)
- بروس اكيرز على موقع أوليمبيديا (الإنجليزية)
- بروس اكيرز على موقع اللجنة الأولمبية الأسترالية (الإنجليزية)
- بروس اكيرز على موقع اتحاد ألعاب الكومنولث (مؤرشف) (الإنجليزية)